# DKV Deutsche Krankenversicherung
Die DKV Deutsche Krankenversicherung Aktiengesellschaft ist ein deutscher Anbieter von privaten Krankenversicherungen mit Hauptsitz in Köln. Das Unternehmen wurde am 11. Januar 1927 in Berlin gegründet und ist eine der größten privaten Krankenversicherungen Deutschlands sowie eine der größten in Europa. Seit 1998 ist die DKV ein Teil der ERGO Group (Münchener Rück).

## Geschichte

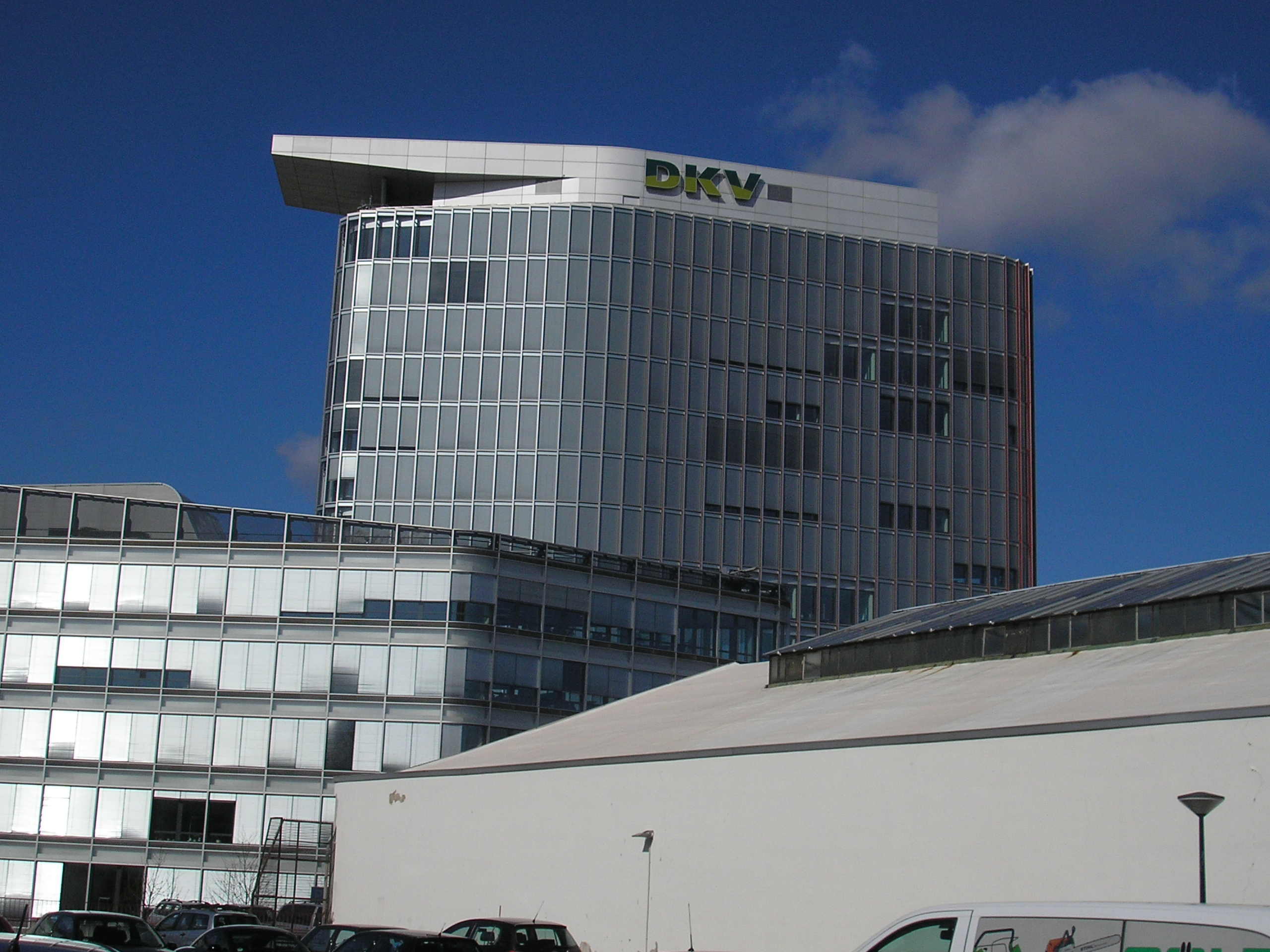
Verwaltungsgebäude der DKV in Köln-Braunsfeld

Die vier Ärzte Olga Philip, Leopold Baer, Erich Heimann, Felix A. Theilhaber und der Kaufmann Max Fabisch gaben den Anstoß zur Gründung der DKV in Berlin. Die Eintragung in das Handelsregister am 11. Januar 1927 erfolgte unter dem Namen Deutsche Kranken-Versicherungs-Aktien-Gesellschaft zu Berlin. Das Grundkapital betrug 2 Mio. Reichsmark. Der Start mit 15 Mitarbeitern wurde von Paul Wittke, einer zentralen Persönlichkeit in der Berliner Versicherungswirtschaft, begleitet. Zunächst wurden gemietete Geschäftsräume in Berlin-Mitte, Potsdamer Str. 75, genutzt. 1929 erwarben die Aktionäre der DKV die Mehrheit der Aktien der Brandenburger Lebensversicherung-A.-G. Bereits zwei Jahre nach der Gründung erfolgte 1930 der Umzug mit 300 Angestellten in eine eigene Immobilie in Berlin-Schöneberg, Innsbrucker Str. 26–27. 1932 wurde das Unternehmen durch die Hamburg-Mannheimer Versicherungs-Aktien-Gesellschaft übernommen. Den Vorstandsvorsitz übernahm Hermann Hitzler, der auch der Hamburg-Mannheimer vorstand.
Durch Ausbombung und Zerstörung der Hauptverwaltung im Jahr 1943 mussten die Verwaltungsaufgaben dezentral von den Filialen übernommen werden. 1952 wurde ein Freundschaftsvertrag mit der Allianz Versicherung geschlossen. Als die weitere Entwicklung des Unternehmens einen Neubau erforderlich machte, entschloss sich der Vorstand im Jahr 1954, dieses Gebäude nicht in Berlin, sondern in der rheinischen Versicherungsmetropole Köln, die zentral zu den damaligen Filialen im Geschäftsgebiet lag, zu errichten. Die Berliner Geschäftsräume in der Innsbrucker Straße wurden zwar beibehalten, aber fortan war Köln der Hauptsitz. Nachdem im Laufe des Jahres 1958 von der Stadt Köln das Ruinengrundstück des ehemaligen Hohenstaufenbades erworben werden konnte, wurde Ende 1958 mit den Bauplanungen begonnen. Ab Anfang 1961 wurde das Gebäude am Hohenstaufenring 62 mit einer Kapazität für ca. 1.100 Mitarbeiter sukzessive in Betrieb genommen.

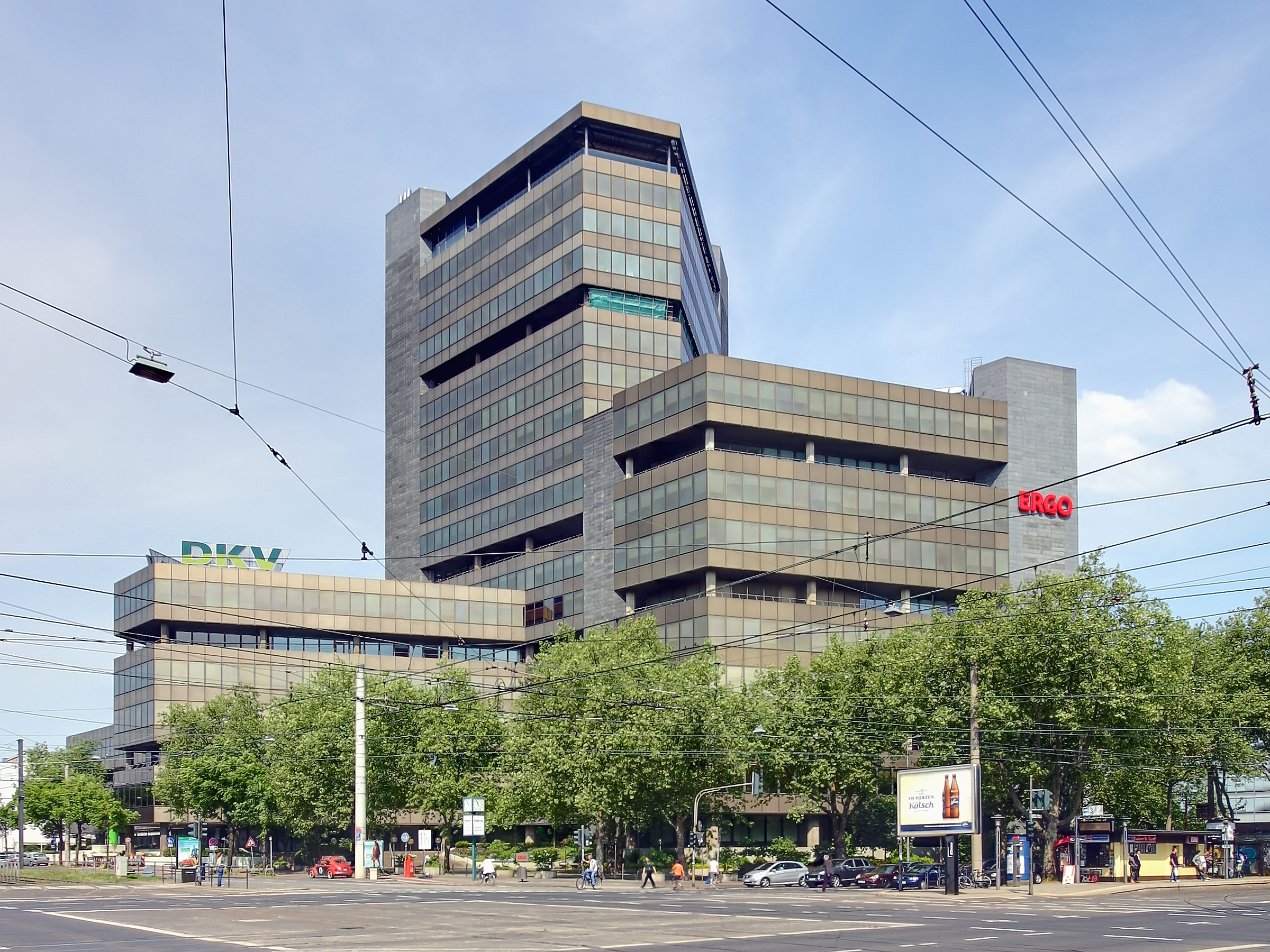
Hauptverwaltung an der Aachener Straße

Aufgrund des starken Anstiegs der Versichertenzahl wurden immer mehr Mitarbeiter benötigt.
Schon kurze Zeit nach dem Einzug in das neue Verwaltungsgebäude mussten zusätzliche Büroräume angemietet werden. Daher begannen 1965 die Planungen für einen weiteren Neubau, der 1969 fertiggestellt wurde. Der Umzug der Hauptverwaltung vom Hohenstaufenring in das neue Gebäude an der Aachener Straße 300 in Köln-Braunsfeld wurde 1970 abgeschlossen. Zu dieser Zeit betrug der Marktanteil der DKV in der Privaten Krankenversicherung über 20 %.
In den 1960er und 1970er Jahren änderten sich die Beteiligungsverhältnisse mehrfach und es entstand eine immer engere Verflechtung zwischen den Unternehmen DKV und Hamburg-Mannheimer einerseits sowie der Allianz und der Münchener Rück (heute Munich Re) andererseits. Viele Vorstandsmitglieder waren in den Aufsichtsräten der jeweils anderen Unternehmen vertreten, was in dieser Zeit gängige Praxis und allgemein als Deutschland AG bekannt war. 1978 erfolgte eine Änderung des Logos und der offiziellen Schreibweise von Deutsche Kranken-Versicherungs-A.G. in Deutsche Krankenversicherung AG. Erst 1997/98 begann mit dem Zusammenschluss von Victoria, Hamburg-Mannheimer, DKV und D.A.S. zur ERGO Versicherungsgruppe, welche zu fast 95 % Munich Re gehörte, die langsame Entflechtung von der Allianz.
Trotz eines Anbaus an das Hauptgebäude und der Errichtung eines neuen Bürohauses in der Scheidtweilerstraße, welche in unmittelbarer Nachbarschaft zur Hauptverwaltung lag, wurde im Verlauf der 1990er Jahre erneut die Bürofläche knapp. Nach zähen Verhandlungen gelang der Erwerb mehrerer Grundstücke in der Scheidtweilerstraße und es erfolgte der Bau eines weiteren Bürokomplexes, der ab 2005 bezogen wurde. Die beiden Bürogebäude sind mit einem Tunnel unter der Straße verbunden.
Im Jahr 2010 wurde im Rahmen der Restrukturierung der ERGO Versicherungsgruppe das Krankenversicherungsgeschäft der Victoria Krankenversicherung durch die DKV übernommen, wodurch erneut die Marktführerschaft erreicht werden konnte.

## Tochterunternehmen
Wesentliche Tochtergesellschaften der DKV sind: DKV-Residenzen, goDentis und goMedus.